# Temnothorax bailu
Temnothorax bailu (лат.) — вид мелких муравьёв рода Temnothorax из подсемейства мирмицины (Formicidae). Встречается в Китае.

## Этимология
Видовое название T. bailu происходит от слова «Báilù» (處暑, «байлю», «белая роса»), обозначающего один из 24 сроков (знаков зодиака) традиционного Китайского солнечного календаря (знак Дева, с 8 сентября).

## Распространение и экология
Китай: Сычуань, Юньнань, Тибет. Этот вид обитает в сосновых лесах (Pinus yunnanensis), муссонных вечнозелёных широколиственных лесах и субальпийских влажных вечнозелёных широколиственных лесах на высоте 1500—2500 м и фуражирует как на деревьях, так и на земле.

## Описание
Мелкие муравьи (около 3 мм), основная окраска тела черновато-коричневая. Новый вид сходен с T. angulohumerus Zhou et al, 2010, но отличается тем, что у нового вида плечевые углы пронотума тупо отогнуты, пронотум слабо выпуклый при боковом виде, дорсум петиолярного узла наклонён вниз назад, и цвет тела черновато-коричневый, голова и брюшко чёрные; у T. angulohumerus плечевые углы пронотума прямо отогнуты, пронотум сильно выпуклый при боковом виде, дорсум петиолярного узла почти горизонтальный, и цвет тела желтовато-коричневый. Брюшко гладкое и блестящее. Усики 12-члениковые. Вид был впервые описан в 2024 году китайскими мирмекологами Yu-Han Qian и Zheng-Hui Xu (Southwest Forestry University, Куньмин, Юньнань) по типовым материалам из Китая.

### Комментарии
1. ↑  В западном календаре это соответствует второй половине зодиакального знака Дева (с 8 сентября), а в переводе означает «белая роса». Первой половине соответствует Chǔshǔ и назван вид Temnothorax chushu.